# Ambelania duckei
Ambelania duckei är en oleanderväxtart som beskrevs av Markgr.. Ambelania duckei ingår i släktet Ambelania och familjen oleanderväxter. Inga underarter finns listade i Catalogue of Life.